# Niccolò Ridolfi

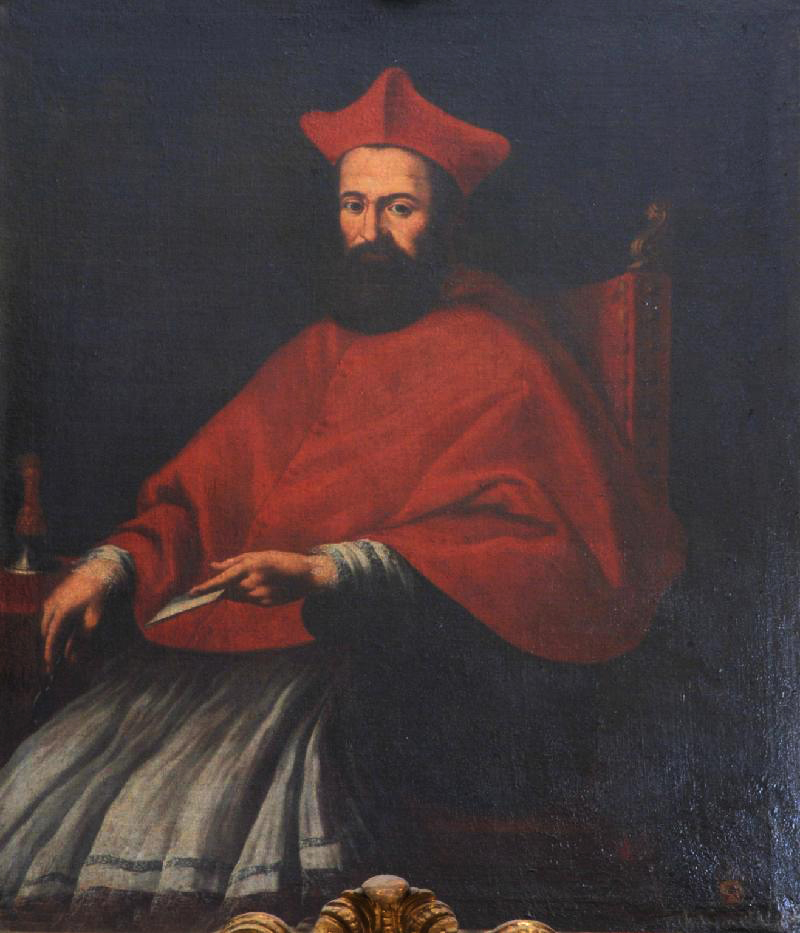
Kardinal Niccolò Ridolfi

Niccolò Ridolfi (* 16. Juli 1501 in Florenz; † 31. Januar 1550 in Rom) war ein italienischer Kardinal der Römischen Kirche.

## Leben
Als Sohn von Piero Ridolfi und Contessina de’ Medici (daher Nachkomme von Lorenzo il Magnifico), war er der Neffe von Papst Leo X., was ihm eine rasche kirchliche Karriere sicherte.
Als Oberhaupt von Prato wurde er am 1. Juli 1517 im Alter von 16 Jahren zum Kardinal ernannt und am 6. Juli desselben Jahres erhielt er die Titeldiakonie von Santi Vito e Modesto.
Er hatte zahlreiche kirchliche Ämter und Privilegien: vom 24. August 1520 bis zu seinem Tod Apostolischer Administrator der Diözese Orvieto, dann wurde er zum Erzbischof der Florenz gewählt (11. Januar 1524 bis 11. Oktober 1532, Verzicht unter Vorbehalt), Apostolischer Administrator der Diözese Vicenza (vom 14. März 1524 bis zum Tod), Apostolischer Administrator der Diözese Forlì (16. April 1526 bis 7. August 1528), Apostolischer Administrator der Diözese Viterbo (16. November 1532 bis 6. Juni 1533 und abermals vom 8. August 1538 bis zum 25. Mai 1548), Apostolischer Administrator der Erzdiözese Salerno (7. Februar 1533 bis 19. Dezember 1548) und Apostolischer Administrator der Diözese Imola (4. August 1533 bis 17. Mai 1546).
Als in Florenz während der Regierungszeit von Alessandro de’ Medici, Herzog von Florenz, und Kardinal Ippolito de’ Medici Gegensätze zwischen den beiden aufkamen, schlug er sich mit seinen anderen Kardinalsvettern auf Ippolitos Seite.
Im Jahr 1534 kehrte er nach Rom zurück, wo er sich für die Titeldiakonie Santa Maria in Cosmedin entschied, bis er sich am 31. Mai 1540 für die Titeldiakonie Santa Maria in Via Lata entschied.
Vom 8. Januar 1543 bis zum 25. Mai 1548 kehrte er als Erzbischof nach Florenz zurück und trat erneut zurück. Im Konklave, in dem Julius III. gewählt wurde, galt er als papabile, starb aber vergiftet während der Sitzungen. Es heißt, er sei durch die Hand von Giovanni Francesco Lottini, Sekretär des Kardinals Guido Ascanio Sforza di Santa Fiora, gestorben.